# Filifera
Filifera is een onderorde van neteldieren uit de klasse van de Hydrozoa (hydroïdpoliepen).

## Families
- Australomedusidae Russell, 1971
- Axoporidae Boschma, 1951 †
- Balellidae Stechow, 1922
- Bougainvilliidae Lütken, 1850
- Bythotiaridae Maas, 1905
- Clathrozoellidae Peña Cantero, Vervoort & Watson, 2003
- Cordylophoridae von Lendenfeld, 1885
- Cytaeididae L. Agassiz, 1862
- Eucodoniidae Schuchert, 1996
- Eudendriidae L. Agassiz, 1862
- Heterotentaculidae Schuchert, 2010
- Hydractiniidae L. Agassiz, 1862
- Jeanbouilloniidae Pagès, Flood & Youngbluth, 2006
- Magapiidae Schuchert & Bouillon, 2009
- Niobiidae Petersen, 1979
- Oceaniidae Eschscholtz, 1829
- Pandeidae Haeckel, 1879
- Proboscidactylidae Hand & Hendrickson, 1950
- Protiaridae Haeckel, 1879
- Ptilocodiidae Coward, 1909
- Rathkeidae Russell, 1953
- Rhysiidae (Hickson & Gravely, 1907)
- Stylasteridae Gray, 1847
- Trichydridae Hincks, 1868
- Tubiclavoididae Moura, Cunha & Schuchert, 2007